# The Game Changers
The Game Changers (bra: Dieta de Gladiadores) é um documentário norte-americano lançado em 2019 que defende a possibilidade de atletas de alta performance possuírem uma alimentação vegana, baseada apenas em plantas. O longa metragem conta com participações do ator Arnold Schwarzenegger, o tenista Novak Djokovic, o multicampeão da Fórmula 1 Lewis Hamilton, a campeã mundial de surfe Tia Blanco, o ator Jackie Chan, o ultramaratonista norte-americano Scott Jurek, o jogador de basquete da NBA Chris Paul e o levantador de pesos Patrik Baboumian, considerado o homem mais forte da Alemanha.
O documentário é dirigido pelo vencedor do Óscar em 2010, Louie Psihoyos, que também dirigiu documentários de conteúdo similar como What the Health e You Are What You Eat: A Twin Experiment. Também possui como produtores executivos o ator Arnold Schwarzenegger em conjunto com o diretor do filme Avatar, James Cameron, entre outras celebridades.
A produção chegou a ser nomeada na premiação da Cinema for Peace Awards de 2019 (premiação International Green Film Award) e teve sua pré-estreia primeiramente exibida no Festival Sundance de Cinema em 2018 e depois no mesmo ano no Hot Docs Canadian International Documentary Festival.

## Sinopse
O documentário é narrado por James Wilks, um ex-lutador de MMA norte-americano, e apresenta a ideia principal de que a melhor forma de se tornar um atleta de alta performance é por meio de uma alimentação sem nenhum produto de origem animal. Vários estudos são comentados durante a produção e até mesmo alguns experimentos científicos são simulados para embasar o conteúdo principal do documentário. O nome do longa metragem deriva de cenas logo no início que apresentam a ideia de que os gladiadores romanos, considerados extremamente fortes, possuíam dietas vegetarianas. É ressaltado também o aumento do número de esportistas profissionais e atletas de alta performance que possuem dieta a base de vegetais.

## Recepção do público
Informações apresentadas no documentário foram questionadas pela mídia e por especialistas da área de saúde. Alega-se que alguns estudos apresentados na produção tiveram apenas trechos específicos extraídos para defender a visão principal do enredo, enquanto outros estudos utilizados possuem resultados considerados inconclusivos, já que poucas pessoas foram utilizadas como amostra de pesquisa. Segundo especialistas, a condução da argumentação do documentário parece ter o intuito de realizar ativismo e defender a causa do veganismo sem buscar contra-argumentos em relação às informações apresentadas. No entanto, o longa também foi reconhecido por demonstrar que uma alimentação a base de vegetais não limita a performance esportiva profissional.
Apesar das controvérsias, o documentário chegou a ser apresentado para os funcionários da NASA da Flórida, uma vez que segundo a equipe da empresa apenas seria possível comer alimentos a base de plantas na lua e em Marte. Além disso, a marca Uninterrupted (que faz parte da empresa The SpringHill, fundada por LeBron James) anunciou que irá patrocinar a sequência do documentário em conjunto com os criadores da primeira versão do longa metragem.